# Marco Cortesi

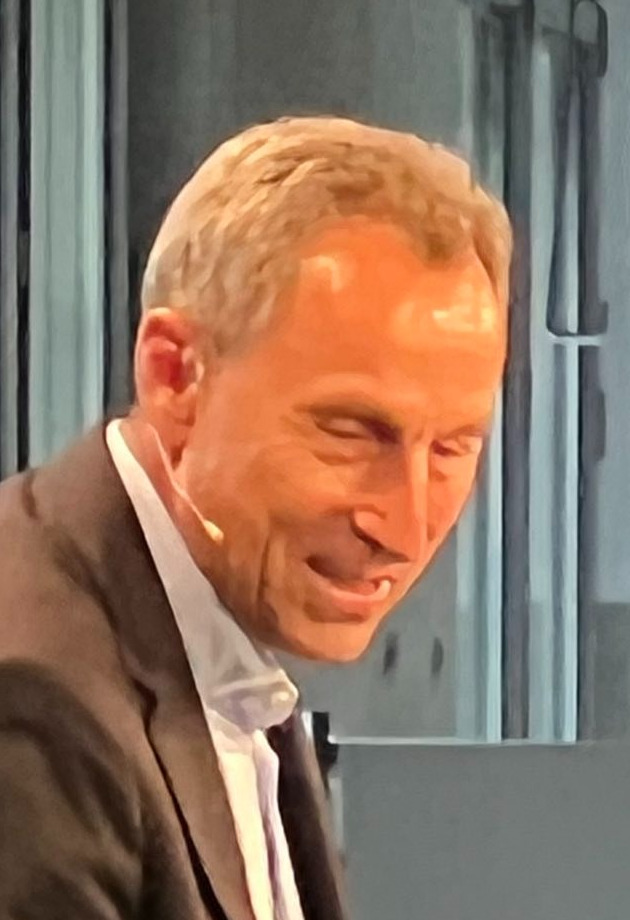
Marco Cortesi (2022)

Marco Cortesi (* 12. Januar 1956 in Samedan, Engadin) ist ein ehemaliger Schweizer Polizeibeamter. Er war von 2007 bis zu seiner Pensionierung Ende Januar 2021 Chef des Mediendienstes der Stadtpolizei Zürich. Durch die häufige Präsenz in den Medien wurde er in der ganzen Deutschschweiz bekannt. Für die Zeit nach seiner Pensionierung gründete er eine Firma für die Aus- und Weiterbildung im Bereich Krisen- und Ereigniskommunikation.

## Werdegang
Marco Cortesi wuchs zweisprachig deutsch/rätoromanisch in Samedan auf. Sein Vater war Chef für Strassenbau beim Tiefbauamt im Oberengadin, ausserdem Bergführer und Jäger. Sein älterer Bruder kam behindert zur Welt und starb 10-jährig.
1972 trat Cortesi eine Lehre bei der Post an und betätigte sich nebenbei als Skilehrer. 1976 übersiedelte er nach Zürich und arbeitete zunächst auf der Sihlpost und der Fraumünsterpost. Später machte er auf dem zweiten Bildungsweg ein Handelsdiplom und liess sich 1984 bei einer Grossbank anstellen. Schon nach drei Tagen stellte er fest, dass ihm Büroarbeit nicht zusagte, und er trat auf Empfehlung seiner damaligen Freundin, einer Polizistin, in das Korps der Stadtpolizei Zürich ein, wo er die zweijährige Ausbildung absolvierte. Er arbeitete danach vier Jahre als Streifenpolizist, teils beritten, und zwei Jahre bei der Kriminalpolizei in der Betäubungsmittelfahndung. Nach einer Anstellung im Transportdienst der Kantonspolizei Zürich kehrte er 1992 zur Stadtpolizei zurück und trat auf Empfehlung des späteren Kommandanten Philipp Hotzenköcherle in den Mediendienst ein.
Cortesi machte einen eidgenössischen Abschluss an der Schule der (inzwischen aufgelösten) Stiftung Schweizerisches Public-Relations-Institut und wurde 2003 interimistischer Chef der Informationsstelle. Die Leitung der Stelle ging jedoch im April 2004 an die Kommunikationsfrau und FDP-Gemeinderätin Susann Birrer, Cortesi wurde ihr Stellvertreter. Anfang 2007 stufte Birrer Cortesi zum Sachbearbeiter mit Coachingfunktion zurück.
Die Infostelle wurde im November 2007 in die Fachgruppen «Mediendienst» und «Kommunikation» unterteilt. Cortesi wurde zum direkt dem Kommandanten unterstellten Chef des Mediendienstes mit zwei Mitarbeitern befördert. Ende 2009 ordnete Kommandant Philipp Hotzenköcherle eine interne Administrativuntersuchung an. Der Schlussbericht Ende 2010 stellte der zweigeteilten Infostelle kein gutes Zeugnis aus. Die Untersuchung empfahl, die Führungsverantwortung der ganzen Infostelle wieder einer Person zu unterstellen. Der Kommandant widersprach den Befunden der Untersuchung kategorisch, die Zweiteilung der Infostelle habe sich im Gegenteil bewährt.
2009 versuchte die Stadtpolizei mit der Aktion «Respekt», die nach ihrer Sicht verlorengegangene Achtung vor der Polizei wiederherzustellen. Durch einen Grosseinsatz wegen einer Kleinigkeit kam die Aktion in die Kritik. Cortesi selbst bezeichnete sie im Nachhinein als Flop. Schon der Begriff «Respekt» sei eigentlich falsch gewesen. Er erachtete den Dialog als den richtigen Weg und wurde in der Folge das Gesicht dieses neuen Stils.
Ende Januar 2021 wurde Marco Cortesi pensioniert. Nachfolgerin in der Leitung des inzwischen vierköpfigen Mediendienstes ist seine bisherige Stellvertreterin Judith Hödl. Für die Zeit nach seiner Pensionierung gründete Cortesi eine Firma für die Aus- und Weiterbildung im Bereich Krisen- und Ereigniskommunikation.

## Bekannteste Fälle
- 1994: Helikopterabsturz im Triemli-Quartier[7]
- 2003: Zwischen zwei Trams eingeklemmtes brennendes Auto im Stadtzentrum[8]
- 2004: Amoklauf in der ZKB[9]
- 2007: 16-jährige Lehrtochter wird an der Bushaltestelle Hönggerberg erschossen (Mordfall Hönggerberg)
- 2007: Grossbrand im Zunfthaus zur Zimmerleuten[10]
- 2008: Kunstraub in der Villa Bührle im Seefeld[11]
- 2008: Parkplatz-Streit an der Langstrasse[12]
- 2009: Basejumper Ueli Gegenschatz stürzt vom Dach des Sunrise-Towers in Oerlikon[13]
- 2009: Die Brasilianerin Paula O. ritzt sich die Buchstaben «SVP» in den Oberschenkel, angeblich weil sie Nazis am Bahnhof Stettbach überfallen und malträtiert hätten und sie deswegen ihre ungeborenen Zwillinge verloren habe (was sich als unwahr herausstellte)[14]
- 2010: Ein Aktivist steigt auf einen Hebekran auf dem Sechseläutenplatz und droht, sich umzubringen[15]
- 2010: Mordfall Katzensee[16]
- 2013: «Chillis»-Affäre bei der Stadtpolizei Zürich[17]
- 2015: Bombendrohung gegen den FIFA-Kongress[18]
- 2015: 13 Schüsse auf einen die Polizei mit einem Messer angreifenden Äthiopier[19]
- 2018: Grossbrand beim Hauptbahnhof Zürich[20]
- 2019: Geiselnahme mit drei Toten im Kreis 3[21]

Ein Grossereignis war zudem jedes Jahr jeweils der 1.-Mai-Umzug. 2008 war Cortesi Hauptverantwortlicher Kommunikation an der Euro 08.

## Tätigkeit als Dozent
Marco Cortesi war viele Jahre Referent und Dozent für Fachkurse und Ausbildungen im Bereich Medien und Kommunikation, u. a.
- Universität Zürich MBA; Dozent für Krisenkommunikation
- Ausbildner des Bundesamts für Bevölkerungsschutz (angehende Stabschefs für Einsätze bei Grossereignissen)
- Dozent am Schweizerischen Polizei-Institut in Neuenburg im Bereich Kommunikation und Medien (Ausbildung von Polizei-Mediensprechern, Polizei-Offizieren, Kommandanten und Kadern von Fedpol und Bundesanwaltschaft)
- Dozent am Medienausbildungszentrum (MAZ) in Luzern (Ausbildung von Journalisten)
- Prüfungsexperte für den CAS FIP (Certificate of Advanced Studies «Führung im Polizeieinsatz») für höhere Polizei-Kader

## Trivia
Der Bündnerdialekt und das leichte Lispeln wurden zu seinen Markenzeichen.
Als Bub wollte Cortesi Golfprofi werden, weil er als Caddie von einem bekannten Golfer ein sehr grosszügiges Trinkgeld erhalten hatte.
In der Verfilmung des Kinderromans «Mein Name ist Eugen» spielte der einstige Pöstler Marco Cortesi einen Briefträger.
Marco Cortesi und seine Nachfolgerin Judith Hödl beurteilten auf Wunsch von SRF und Tele Züri die erste Zürcher Tatort-Folge, Züri brännt, und beanstandeten zahlreiche Fehler.
Cortesi wohnt am rechten Zürichseeufer, seine Freizeit verbringt er wenn immer möglich mit seiner Lebenspartnerin im Engadin beim Mountain Bike, Langlaufen, Golfen und mit leichten Berg- und Skitouren. Aufgrund von Unfällen mit dem Rennvelo 2022 und 2023 verzichtet er heute aufs Rennvelofahren.